# Ludvig Dietmann
Ludvig Martin Claesson Dietmann, född 31 mars 1995, är en svensk röstskådespelare.

## Filmografi
- 2004 – Nasse (TV-serie)
- 2005 – Loranga, Masarin och Dartanjang (som Masarin)[1][2]
- 2005 – Pettson & Findus - Tomtemaskinen